# Women’s Twenty20 International
Women’s Twenty20 International ist eine Spielform im Cricket, in der Frauen-Nationalmannschaften im Twenty20-Format gegeneinander antreten. Das erste Spiel wurde im August 2004 zwischen England und Neuseeland ausgetragen. Seit 2009 gibt es mit dem ICC Women’s T20 World Cup eine Weltmeisterschaft in dem Format. Das Format im Männer-Cricket heißt Twenty20 International.

## Spielform
Im Twenty20-Format bestreiten beide Teams je ein Innings, das auf maximal zwanzig Overs beschränkt ist. Es gelten leicht abweichende Regeln zum Format der Männer, so ist die Außengrenze des Spielfeldes mit 60 bis 70 yards festgelegt anstatt 65 bis 90 yards.

## Geschichte
Das erste WTwenty20 International wurde im Rahmen der Tour Neuseelands in England im August 2004 ausgetragen. Das Format konnte sich daraufhin bei bilateralen Touren etablieren. Die erste Weltmeisterschaft fand im Jahr 2009 parallel mit dem gleichzeitig ausgetragenen Wettbewerb der Männer statt. Seitdem wird dieser in etwa alle zwei Jahre abgehalten und seit der Ausgabe 2018 unabhängig von den Männern. Ab dem 1. Juli 2018 durften dann alle Mitglieder des ICC Women’s Twenty20 International austragen, während das zuvor auf Vollmitglieder und einzelne Associate Member beschränkt war.

## Statistiken

### Teamleistungen
Die Spielrekorde der Vollmitglieder des ICC.
| WTwenty20 International | WTwenty20 International | WTwenty20 International | WTwenty20 International | WTwenty20 International | WTwenty20 International | WTwenty20 International |
| Mannschaft              | Zeitraum                | Spiele                  | Gewonnen                | Unentschieden           | No Result               | Verloren                |
| ----------------------- | ----------------------- | ----------------------- | ----------------------- | ----------------------- | ----------------------- | ----------------------- |
| Afghanistan             | kein Team vorhanden     | 0                       | 0                       | 0                       | 0                       | 0                       |
| Australien              | 2005–heute              | 186                     | 128                     | 0                       | 5                       | 53                      |
| Bangladesch             | 2012–heute              | 122                     | 45                      | 0                       | 1                       | 76                      |
| England                 | 2004–heute              | 200                     | 146                     | 0                       | 2                       | 52                      |
| Indien                  | 2006–heute              | 192                     | 105                     | 0                       | 6                       | 81                      |
| Irland                  | 2008–heute              | 123                     | 51                      | 0                       | 1                       | 71                      |
| Neuseeland              | 2005–heute              | 173                     | 96                      | 0                       | 3                       | 74                      |
| Pakistan                | 2009–heute              | 171                     | 68                      | 0                       | 4                       | 99                      |
| Simbabwe                | 2019–heute              | 63                      | 47                      | 9                       | 0                       | 16                      |
| Sri Lanka               | 2009–heute              | 156                     | 58                      | 0                       | 4                       | 94                      |
| Südafrika               | 2007–heute              | 158                     | 68                      | 0                       | 7                       | 83                      |
| West Indies             | 2008–heute              | 173                     | 91                      | 0                       | 3                       | 79                      |
| Stand: 25. August 2024  |                         |                         |                         |                         |                         |                         |

### Runs
| WTwenty20 International | WTwenty20 International | WTwenty20 International | WTwenty20 International | WTwenty20 International |
| Spielerin               | Team                    | Zeitraum                | WTests                  | Runs                    |
| ----------------------- | ----------------------- | ----------------------- | ----------------------- | ----------------------- |
| Suzie Bates             | Neuseeland              | 2007–heute              | 162                     | 4.348                   |
| Smriti Mandhana         | Indien                  | 2013–heute              | 141                     | 3.493                   |
| Harmanpreet Kaur        | Indien                  | 2009–heute              | 173                     | 3.426                   |
| Meg Lanning             | Australien              | 2010–heute              | 132                     | 3.405                   |
| Stafanie Taylor         | West Indies             | 2008–heute              | 121                     | 3.338                   |
| Stand: 25. August 2024  |                         |                         |                         |                         |

### Wickets
| WTwenty20 International | WTwenty20 International | WTwenty20 International | WTwenty20 International | WTwenty20 International |
| Spielerin               | Team                    | Zeitraum                | WTests                  | Wickets                 |
| ----------------------- | ----------------------- | ----------------------- | ----------------------- | ----------------------- |
| Nida Dar                | Pakistan                | 2010–heute              | 153                     | 142                     |
| Megan Schutt            | Australien              | 2013–heute              | 110                     | 136                     |
| Deepti Sharma           | Indien                  | 2016–heute              | 117                     | 131                     |
| Sophie Ecclestone       | England                 | 2016–heute              | 86                      | 126                     |
| Ellyse Perry            | Australien              | 2008–heute              | 154                     | 126                     |
| Stand: 25. August 2024  |                         |                         |                         |                         |